# Jules Monsallier
Jules Monsallier, né à Boulogne-Billancourt le 23 janvier 1907 et mort à Terrasson-Lavilledieu le 4 septembre 1972, est un footballeur international français.
Son poste de prédilection est ailier droit. Il compte trois sélections en équipe de France de football.

## Biographie
Il est présenté dans L'Auto dans le texte de présentation de la finale du championnat de France 1928 comme un joueur « rapide, puissant et grand marqueur de buts ». Il dispute la saison 1926-1927 dans une équipe inférieure Stade français, puis connait une progression rapide, en étant intégré à l'équipe première pour la saison 1927-1928 avant d'obtenir sa première sélection en équipe de Paris dès 1927 puis en équipe de France dès 1928.
Il joue ensuite pour le Red Star qu'il quitte dès l'été 1931 pour rejoindre le Club français. C'est avec le Club français qu'il fait ses débuts en professionnel en 1932-1933. Il quitte le Club quand ce dernier descend en D2 en 1932 et rejoint le FC Sète où il réalise le doublé championnat-coupe en 1934 et retrouve, une dernière fois, l'équipe de France.
Il joue ensuite pour le Toulouse FC (1937-38) puis l'OGC Nice (1938-39).
Il compte trois sélections en équipe de France de football, France-Angleterre à Colombes au Stade olympique Yves-du-Manoir en 1928, France-Allemagne à Colombes au Stade olympique Yves-du-Manoir en 1931, France-Pays-Bas à Paris au Parc des Princes en 1936.

### Clubs successifs
- 1927-1928.  Stade français
- 1928-1931.  Red Star
- 1931-1933.  Club français
- 1933-1937.  FC Sète
- 1937-1938.  Toulouse FC
- 1938-1939.  OGC Nice

## Palmarès
- Vainqueur de la Coupe de France de football 1933-1934 avec le FC Sète
- Champion de France (1934) avec le FC Sète